# روي كير
روي كير (بالإنجليزية: Roy Kerr)‏ هو رياضياتي وفيزيائي نيوزيلندي، ولد في 16 مايو 1934 في Gore, New Zealand ‏ في نيوزيلندا.

## وصلات خارجية
- روي كير على موقع الموسوعة البريطانية (الإنجليزية)
- روي كير على موقع إن إن دي بي (الإنجليزية)